# Megachile sauteri
Megachile sauteri är en biart som beskrevs av Hans Hedicke 1940. Megachile sauteri ingår i släktet tapetserarbin, och familjen buksamlarbin. Inga underarter finns listade i Catalogue of Life.